# William Bateman-Hanbury (1er baron Bateman)
William Bateman-Hanbury, 1er baron Bateman de Shobdon (24 juin 1780 - 22 juillet 1845) est député puis baron de la pairie du Royaume-Uni.

## Biographie

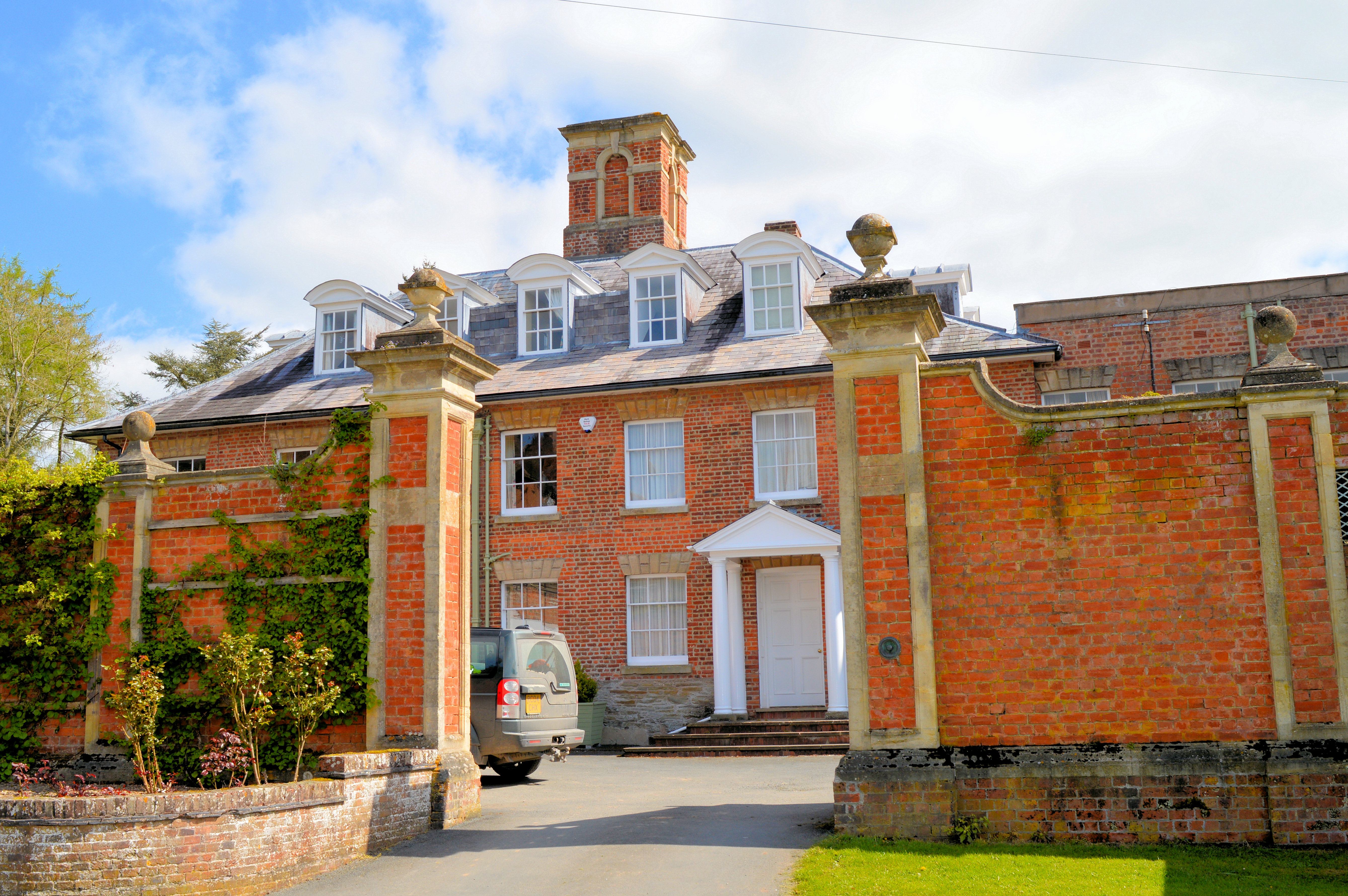
Communs de Shobdon Court.

Il est né William Hanbury, bien qu'il soit un lointain descendant de James Bateman, qui a été maire de Londres et est son arrière-arrière-grand-père. Hanbury étudie au Collège d'Eton, puis à Christ Church, à Oxford où il obtient son diplôme en 1798. En 1802, il hérite de John Bateman (2e vicomte Bateman), du domaine de Shobdon Court, près de Leominster, dans le Herefordshire.
Il est député whig de Northampton de 1810 à 1818. De 1819 à 1820, il est haut-shérif de Herefordshire. En 1835, il se présente sans succès au Parlement en tant que libéral.
En janvier 1837, Hanbury devient le premier baron Bateman de Shobdon. En février, son nom est légalement changé en William Bateman-Hanbury. En 1822, il épouse Elizabeth Chichester, petite-fille d'Arthur Chichester (1er marquis de Donegall). Ils ont 4 fils et 4 filles. Son fils aîné William Bateman-Hanbury (2e baron Bateman), lui succède.

## Sources
- (en) Cet article est partiellement ou en totalité issu de l’article de Wikipédia en anglais intitulé « William Bateman-Hanbury, 1st Baron Bateman » (voir la liste des auteurs).
- The Peerage.com